# Ezequiel Zamora (Cojedes)
Pour les articles homonymes, voir San Carlos de Austria.
Ezequiel Zamora, anciennement San Carlos de Austria jusqu'en 2009, est l'une des neuf municipalités de l'État de Cojedes au Venezuela. Son chef-lieu est San Carlos. En 2011, la population s'élève à 106 760 habitants.

## Géographie

### Subdivisions
La municipalité est divisée en trois paroisses civiles avec chacune à sa tête une capitale (entre parenthèses) :
- San Carlos de Austria (San Carlos) ;
- Juan Angel Bravo (La Sierra) ;
- Manuel Manrique (Manrique).

## Histoire
Par décision de la session extraordinaire de la municipalité du 17 décembre 2009 avec effet le lendemain avec parution dans le Journal officiel municipal no 351, la municipalité a modifié son nom de « San Carlos de Austria » en « Ezequiel Zamora ».